# Музей авиации (Стамбул)
Стамбульский Музей Авиации (тур. Havacılık Müzesi or Hava Kuvvetleri Müzesi) — музей авиации в Стамбуле. Музей, принадлежащий ВВС Турции находится в районе Ешилькёй, где базируется Международный аэропорт имени Ататю́рка.   
Площадь музея — 65000 кв. м. В нём имеются гражданские самолёты, вертолёты и другие летательные аппараты, в основном принадлежащие ВВС Турции. 

## История создания
По приказу командования ВВС Турции был поднят вопрос строительства авиационного музея в Стамбуле. После подтверждения этой идеи был отдан приказ на консервацию одного экземпляра каждой модели авиационной техники, использованной ВВС Турции. Приказ был отдан в 1985 году. В результате этих действий был создан музей авиации. После окончания Первой мировой войны, некоторые немецкие самолёты 1912 года, или старше, были перемещены в музей в качестве экспонатов. Был осуществлён также сбор захваченных во время военных действий самолётов противника. Во время войны за независимость эти воздушные суда были перемещены в Картал, чтоб защитить их от последствий военных действий, но, к сожалению, даже при попытке сохранить их, некоторые суда получили критические повреждения во время транспортировки в Картал. Такие инциденты стали причиной задержки строительства музея авиации.

## Галерея

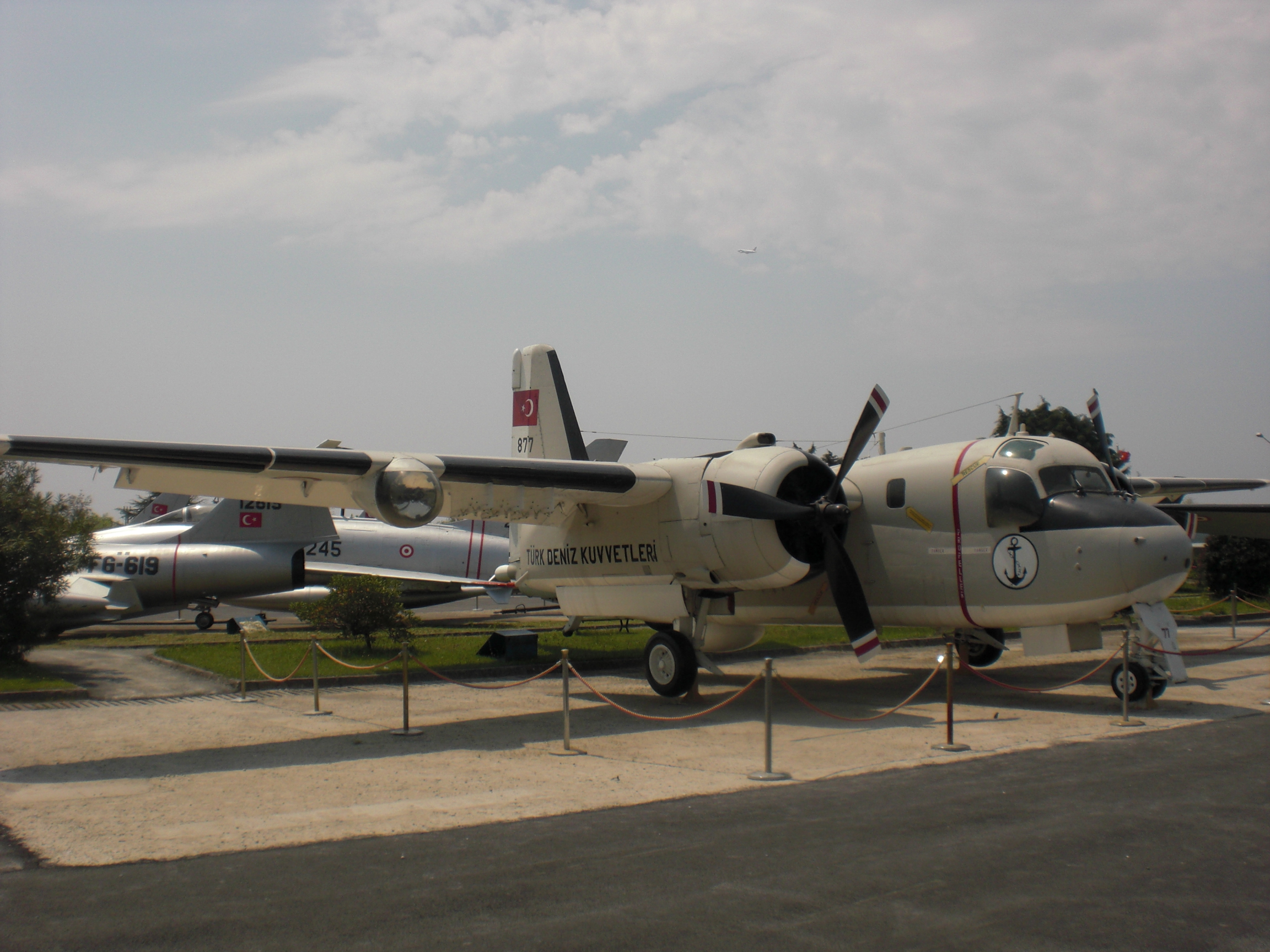
Самолёты в музее под открытым небом
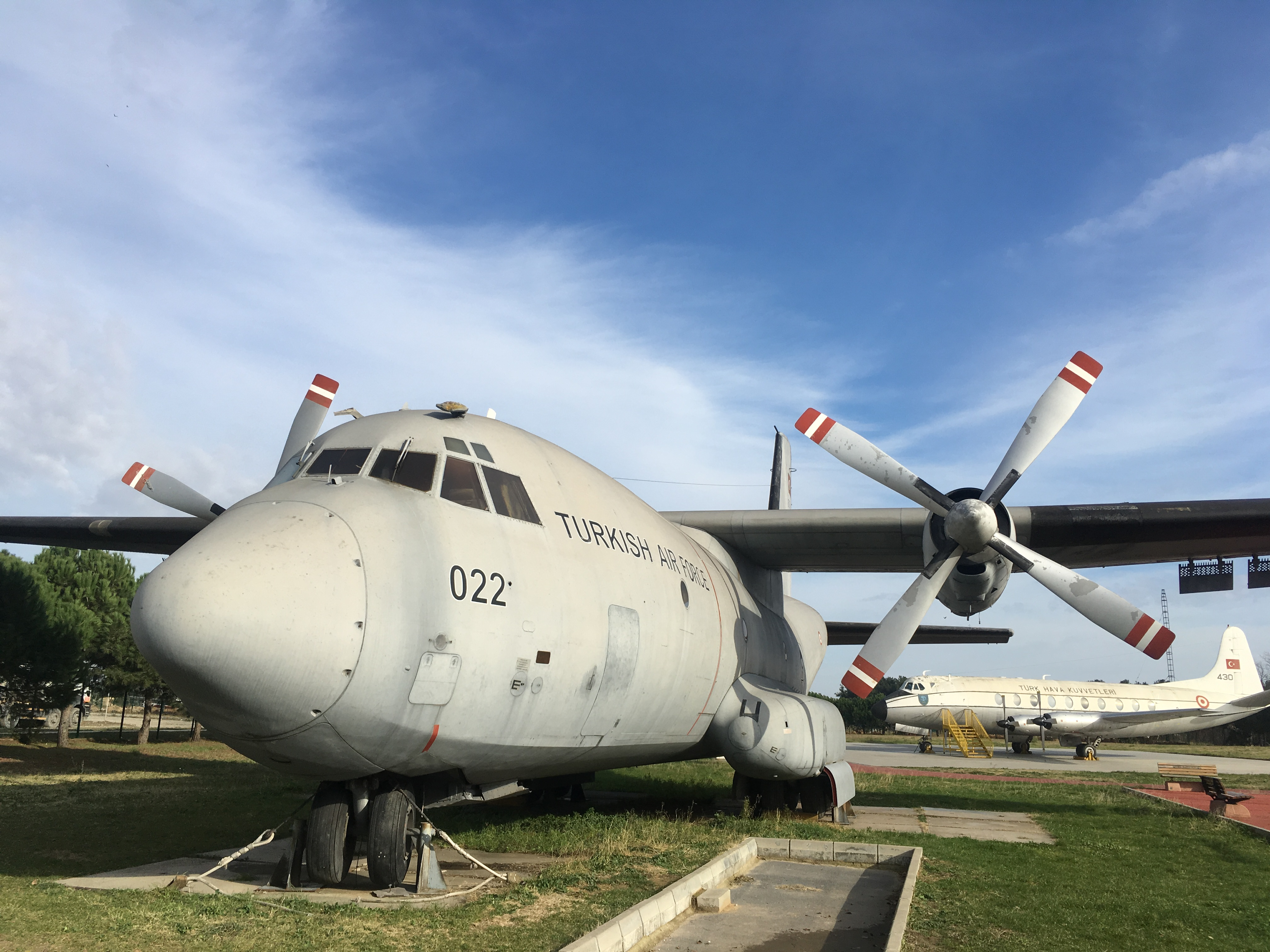
Transport Allianz C.160 Transall
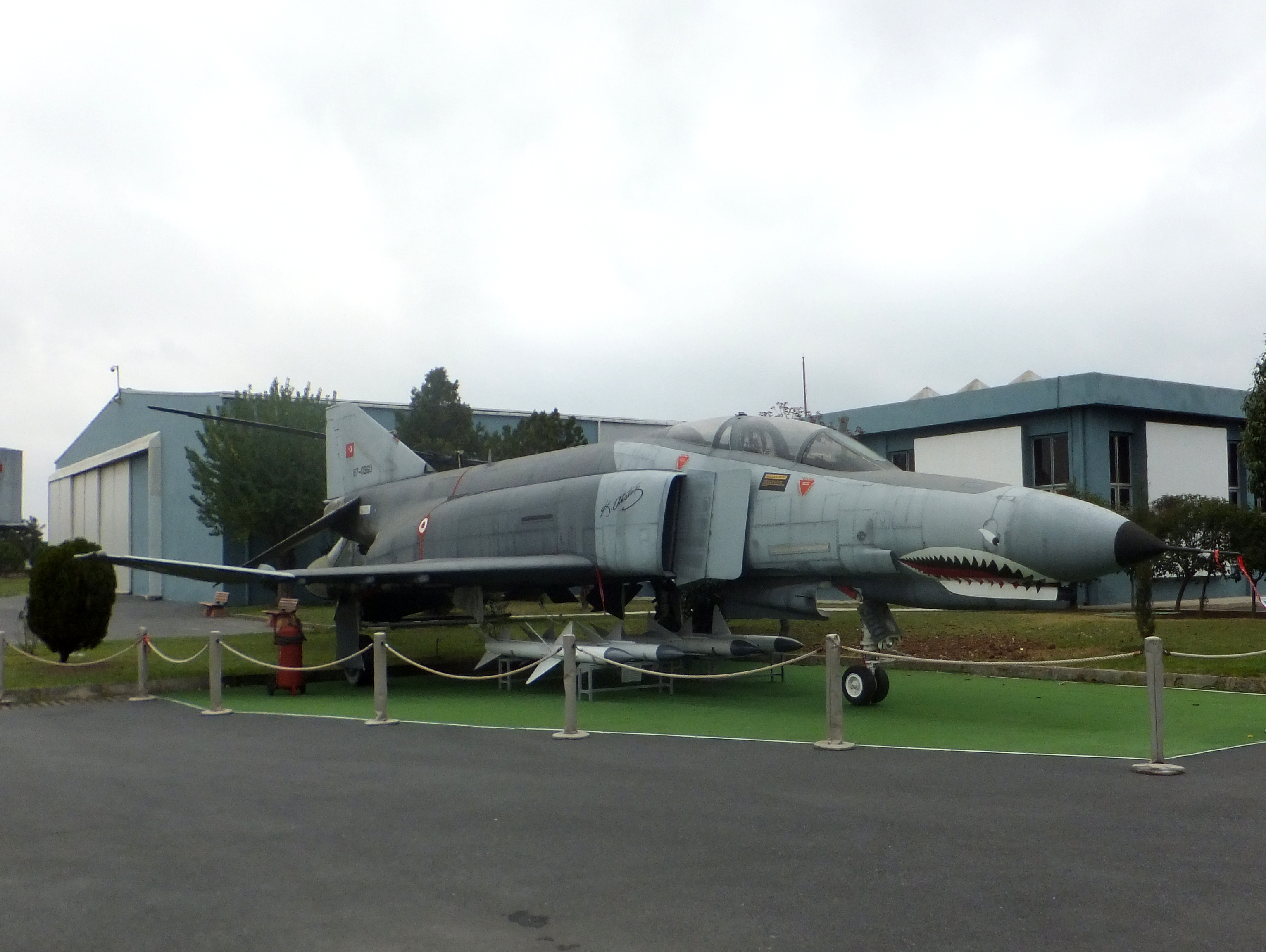
списанный самолёт Турецких ВВС F-4E Phantom II, серийный номер 67-0360
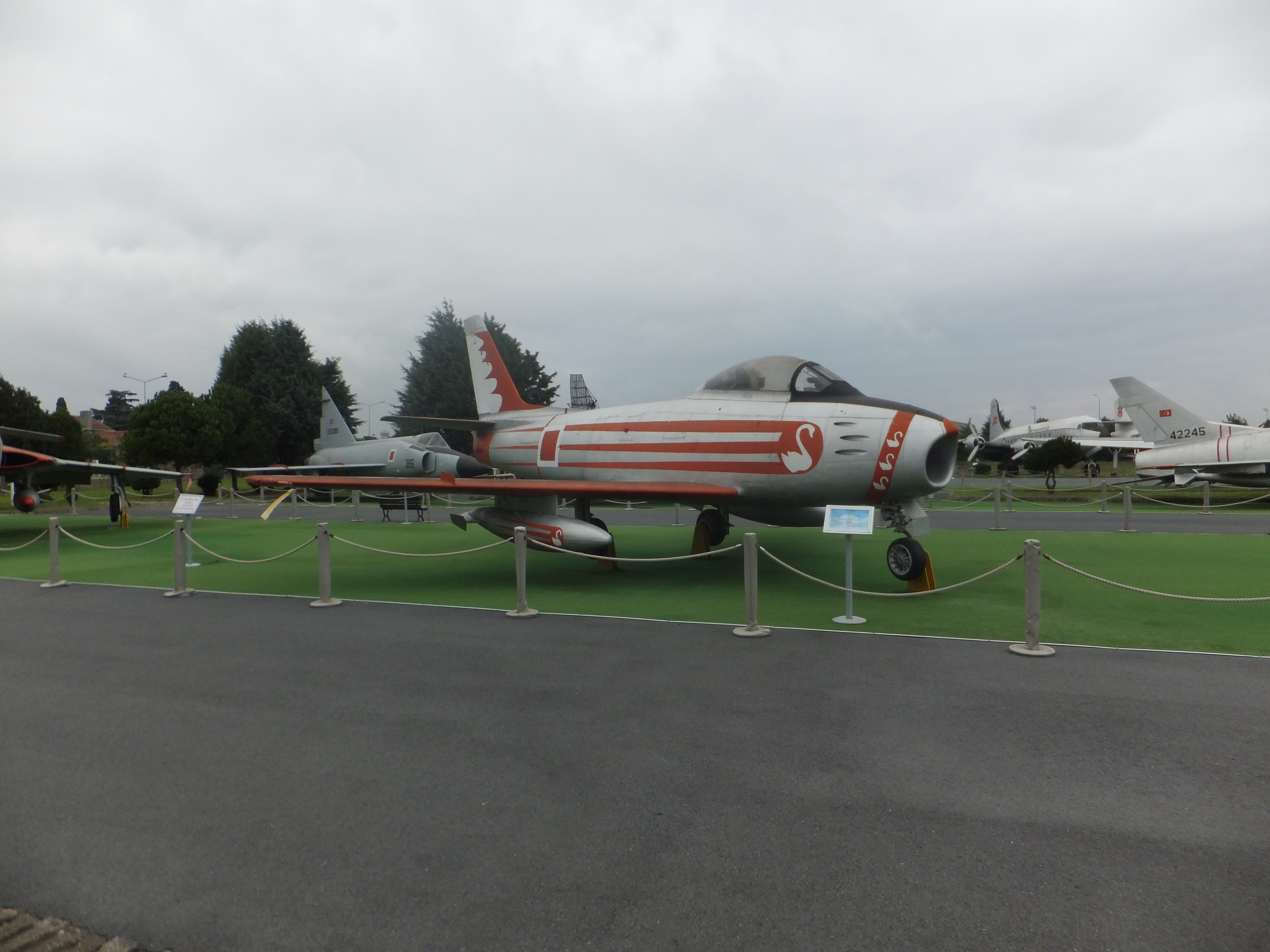
списанный самолёт F-86F Sabre